# 李存進
李存進（855年—922年），本名孫重進。五代代郡振武人（今山西），李克用義子，十三太保中排行第五。生父為孫牷。曾任檢校太傅，天雄軍巡按使，陣亡。同光年間，追贈李存進為太尉。

## 簡介
孫重進初出仕嵐州刺史湯群為軍官，李克用父親李國昌誅殺湯群後，改而追隨李克用。跟隨李克用入關中平定，後鎮守太原。
景福年間，成為李克用義子，賜名李存進，十三太保中排行第五。其後不斷立功，被授石州刺史之職。後唐莊宗繼嗣晉王之位初年，入朝為步軍右都檢校司空，率軍出井陘，授行營馬軍都虞候，大破後梁大軍於柏鄉，論功授邠州刺史，又轉為檢校司徒。
後來又兼任西南面行營招討使，出師收復慈州，授慈、沁二州刺史。天祐十二年（915年），平定天雄军，授天雄軍都巡按使。當時天雄軍初附，有軍士合謀騷動。李存進沈厚果斷，犯令者梟首屍於市，諸軍士無不惕息，靡然向風。天祐十四年（917年），擢升蕃漢馬步副總管，協助攻打楊劉，大戰胡柳。
天祐十六年（919年），李存進以本職兼領振武節度使。當時，晉軍據守德勝渡，後梁軍據楊村渡在上流。兩軍均分為南北兩寨，後梁軍從洛邑運送竹木造浮橋以聯繫兩寨。晉軍卻因欠缺竹木造浮橋而要用小舟來往聯繫，官兵頗為勞累，李存進遂以葦笮建造艦船作為浮橋。李存勗大喜將李存進比喻為杜預，賜寶馬禦衣，進檢校太保，兼天雄軍馬步都將。與李存審固守德勝。
天祐十九年，後梁大將王瓚率大軍進逼北城，以地穴及火車分兵進攻。李存進力拒後梁軍，或經日不得食。最後後梁大軍退兵，李存進加檢校太傅。晉軍攻打鎮州討伐成德军节度使張文禮，张文礼不久病亡，子张处球继续抵抗。閻寶、李嗣昭相繼因交戰不利而歿於軍中。同年七月，李存進取代李嗣昭為招討，進軍東垣渡，夾滹沲為土壘，因當地沙土鬆散，難而建成垣壁。李存進斬伐林樹，版築旬日而成，使敵軍不能寇。同年九月，张處球盡率其眾，乘李存進無備，掩至土壘大門。李存進知道後，帶同數名部下出壘與敵軍戰鬥，驅散敵軍於橋下。忽然大隊敵軍殺至，後軍不繼，李存進血戰而歿，死時六十六歲。
妻彭城刘氏。七子：
1. 孙汉韶
2. 孙汉威，河东节度押衙安国军马步军副指挥使兼都牢城使银青光禄大夫检校工部尚书兼御史大夫上柱国
3. 孙汉殷（史书作孙汉英），前振武节度押衙沿河五镇都知兵马使银青光禄大夫检校左散骑常侍兼御史大夫
4. 孙汉郇，河东节度随使兵马使银青光禄大夫检校左散骑常侍兼御史大夫
5. 孙汉筠，曾任振武节度单于安北都护府司马
6. 孙禄儿(女)
7. 孙欢儿(女)

## 延伸阅读
[在维基数据编辑]
 《舊五代史·卷53》，出自薛居正《舊五代史》
 《新五代史/卷36》，出自歐陽修《新五代史》